# جامع مركز الملك عبد الله المالي
جامع مركز الملك عبد الله المالي هو مسجد وتقام به صلاة الجمعة وهو محور معماري في حي مركز الملك عبد الله المالي في الرياض، السعودية. يقع هذا المبنى الذي تبلغ مساحته 6,103 متر مربع في ساحة حضرية كبيرة تستغل كمساحة عامة، وساحة خارجية للصلاة عند الحاجة. في داخل الجامع، يمكن أن تستوعب مساحة الجامع الخالية من الأعمدة 1,500 مصلٍ على مستويين - قاعة مركزية كبيرة ومشرف. صممه شركة الهندسة المعمارية والتخطيط العمراني «عمرانية وشركاه» ومقرها في الرياض، حيث أن فكرة تصميم الجامع مستوحاه من شكل زهرة الصحراء.

## التصميم
صمم جامع مركز الملك عبد الله المالي على شكل يواحي شكل زهرة الصحراء، وهي بنية بلورية «كرسيتال رملي» تحدث بشكل طبيعي في صحراء المملكة العربية السعودية. ومع ذلك، فإن الأشكال الهندسية المحددة للمبنى تستند إلى أنماط إسلامية تقليدية وتوفر تظليلًا متكاملًا للشمس، بالإضافة إلى تماثيل منحوتة تتوافق مع مبادئ التصميم للخطة الرئيسية لـلمركز التي طورها المهندس المعماري هينينج لارسن. تحمي الكسوة الحجرية والحد الأدنى من الزجاج، المبنى من البيئة مع تعزيز فكرة المشهد الصحراوي.
صرحت شركة التصميم "عمرانية وشركاه" في مجلة الشرق الأوسط للمهندسين المعماريين (بالإنجليزية: Middle East Architect magazine)‏" كان التحدي الرئيسي هو تطوير الهندسة بطريقة تدعم بيئة داخلية خالية من الأعمدة.
يتم نقل جميع الأحمال عبر الجلد لهيكلي، ويدعم الجلد المشرفة الطائرة بواسطة تعليق دعامات. "في عام 2019، تم تصنيف الجامع كأحد " أفضل 10 مساجد معاصرة تتحدى العمارة الإسلامية التقليدية".

### الموقع
يقع في قلب المركز المالي، عند تقاطع ثلاثة مسارات كبيرة “الوادي” مليئة بالمناظر الطبيعية محاطة بالمحلات التجارية والمطاعم والمقاهي وناطحات السحاب. للمسجد ساحة متوسطة أسفل الأبراج المرتفعة، ومئذنتان بطول 60 مترًا تحددان مدخل ساحة المسجد. يسمح التصميم المميز للجامع بدخول الإضاءة الطبيعية إليه. نظرًا لأن المبنى مرئي من جميع الاتجاهات ومن أعلى، فقد تم تصميم السقف المغطى بالفسيفساء على أنه «الارتفاع الخامس».

### الداخل والرمزية
تخلو مساحة الجامع الداخلية الكبيرة من الأعمدة. ويتميز الجانب الغربي بمحراب زجاجي ملون، يمثل زجاجه الثلاثي مقرنصات مجردة. توفر ألواح السقف المثلثة، المستوحاة أيضًا من المقرنص، إضاءة إضافية وتحسين للصوت. في الطابق الأرضي، تم تصميم نوافذ صغيرة بطبقات متعددة من الخط العربي المجرد لآيات من القرآن الكريم.

## الهيكلية والميكانيكية والكهربائية والسباكة
لإنشاء مساحة للصلاة خالية من الأعمدة، تم تصميم المسجد ببنية هيكلية بعمق 2.8 متر، والتي تدعم أيضًا المشرفة المعلقة. يتم إخفاء النظم الميكانيكية والهيكلية أسفل ساحة المسجد أو دمجها في المسجد.

## جوائز
- 2011، حاز جامع مركز الملك عبد الله المالي على جائزة المركز الأوروبي للفنون والتصميم والعمارة.[9]

- 2017، فاز تصميم الجامع بنهائيات مهرجان العمارة العالمية.[10]
- 2019، ترشح لجائزة عبد اللطيف الفوزان لعمارة المساجد.[2]